# Alberto Suppici
Alberto Suppici, vollständiger Name Alberto Horacio Suppici Sedes, (* 20. November 1898 in Colonia del Sacramento; † 21. Juni 1981 in Montevideo) war ein uruguayischer Fußballspieler und -trainer.

## Spielerkarriere
Der 1,67 Meter große Suppici stand in den Jahren 1915 bis 1923 im Kader des uruguayischen Erstligisten Nacional Montevideo. Er spielte auf der Position des sogenannten Linken Half oder Außenläufers. Im Zeitraum seiner Mannschaftszugehörigkeit gewannen die Bolsos 1915, 1916, 1917, 1919, 1920, 1922 und 1923 und somit siebenmal den uruguayischen Meistertitel. Zudem war 1915 der Sieg bei der Copa Competencia Chevallier Boutell und im Folgejahr derjenige bei der Copa Aldao zu verzeichnen.

## Trainerlaufbahn
Der il Profesor genannte Suppici war nach seiner Spielerkarriere Trainer der uruguayischen Fußballnationalmannschaft. Er betreute Uruguays Auswahl beim Campeonato Sudamericano 1929 und führte diese auf den Dritten Platz. Den größten Erfolg seiner gesamten sportlichen Laufbahn feierte er bei der Fußball-Weltmeisterschaft 1930, als er mit der Celeste das erstmals ausgetragene Weltmeisterschaftsturnier gewann. Mit seinem damaligen Alter von 31 Jahren und 240 Tagen ist er damit der bis heute jüngste Trainer eines Weltmeisterteams. Zu bemerken ist aber, dass der ausgebildete Sportlehrer Suppici, wie zu jener Zeit üblich, wohl überwiegend für die Fitness der Spieler und die Disziplin in der Mannschaft zuständig war. Das Strategische bzw. Taktische gehörte seinerzeit nicht unbedingt zu den Aufgaben des Trainers, sondern wurde von dem oder den Führungsspielern übernommen. Bei den Südamerikameisterschaften 1937 und 1939 und somit bei zwei weiteren Kontinentalturnieren hatte er ebenfalls das Nationaltraineramt inne. 1939 belegte er den Zweiten Rang mit dem Team.
1945 trainierte er Peñarol Montevideo und wurde zum achten Mal Uruguayischer Meister, nun erstmals als Trainer.

## Erfolge

### Als Spieler
- 7× Uruguayischer Meister: 1915, 1916, 1917, 1919, 1920, 1922 und 1923
- Copa Competencia Chevallier Boutell: 1915
- Copa Aldao: 1916

### Als Trainer
- Weltmeister: 1930
- 1× Uruguayischer Meister: 1945

## Sonstiges
In seiner Geburtsstadt Colonia ist heutzutage das Estadio Suppici nach Alberto Suppici benannt. 